# Dinamarca en los Juegos Olímpicos de Lillehammer 1994
Dinamarca estuvo representada en los Juegos Olímpicos de Lillehammer 1994 por un total de 4 deportistas que compitieron en 3 deportes.  
El portador de la bandera en la ceremonia de apertura fue el patinador artístico Michael Tyllesen. El equipo olímpico danés no obtuvo ninguna medalla en estos Juegos.